# James Feldeine
James Earl Feldeine Padilla (nacido el 26 de junio de 1988 en Nueva York) es un jugador de baloncesto dominico-estadounidense que actualmente pertenece a la plantilla del Club Nacional de Football de la Liga Uruguaya de Basquetbol. También participa en las competiciones internacionales con la Selección nacional de baloncesto de la República Dominicana. Con 1,93 metros de estatura, juega en la posición de escolta.

## Trayectoria

### Universidad
Feldeine jugó cuatro temporadas con los Bobcats de la Universidad Quinnipiac, en las que promedió 12,6 puntos, 4,7 rebotes, 2,0 asistencias y 1,2 robos por partido. En 105 partidos, Feldeine anotó un total de 1.320 puntos y atrapó un total de 496 rebotes en su carrera universitaria. En su tercera temporada, ganó el premio jugador más mejorado de la Northeast Conference y fue nombrado en el mejor quinteto de la conferencia después de liderar la misma en anotación con 17 puntos por partido. En su cuarta y última temporada, fue nombrado en el mejor quinteto de la Northeast Conference por segundo año consecutivo. También lideró la conferencia con más partidos anotando 20 o más puntos con un total de 13 partidos.

### Profesional
En 2010, comenzó su carrera profesional en España, en el Breogán Lugo de la LEB Oro, donde jugó durante dos temporadas convirtiéndose en uno de los mejores anotadores de la LEB Oro, ya que en la temporada 2011-12 finalizó como máximo anotador de la liga regular con un total de 609 puntos (17,9 por partido).
A finales de mayo de 2012, firmó con el MadCroc Fuenlabrada de la liga Endesa, club con el que se comprometió hasta 2015. En su primera temporada en la Liga ACB, Feldeine promedió 15,9 puntos, 2,7 rebotes, 2,6 asistencias y 1,2 robos por partido en un total de 34 encuentros. En la temporada 2013-14, promedió 13,9 puntos, 3,0 rebotes, 3,2 asistencias y 1,9 robos por partido.
En agosto de 2014, Feldeine firmó un contrato con el Acqua Vitasnella Cantù de la liga italiana.
En el 2015, luego de jugar para el Acqua Vitasnella Cantù (Lega I de Italia) y Los Vaqueros de Bayamon (BSN Puerto Rico) y recolectar números de 15 pts y 3 asistencias por partido y 23 puntos y 4 asistencias por partido respectivamente, recibió contrato garantizado por un año garantizado con el Panathinaikos BC de la liga de Grecia y la Euroliga.
Tras jugar en el Estrella Roja de Belgrado en la temporada 2017-18, en la temporada 2018/2019, el escolta dominicano firmó por el Hapoel Jerusalem B.C., con el que ganó la liga del país israelí las dos temporadas consecutivas jugando de media 30 partidos en ambas temporadas y con un promedio de 16,7 puntos en su primer año y 13,4 en la segunda.
En agosto de 2020, se confirma su fichaje por el Real Betis Baloncesto de la Liga Endesa, con el que promedia 14.9 puntos por encuentro.
El 19 de julio de 2021, firma por el Kuwait Sporting Club.
El 30 de noviembre de 2021, firma por el Fortitudo Bologna de la Lega Basket Serie A italiana.

## Internacional
En 2013, Feldeine hizo su debut con la Selección nacional de baloncesto de la República Dominicana en el Campeonato FIBA Américas de 2013 en Caracas, Venezuela. En el evento, Feldeine promedió 14,0 puntos, 3,0 rebotes y 2,2 asistencias por partido, a pesar de sus esfuerzos la selección dirigida por John Calipari no logró una medalla pero clasificó para el Campeonato Mundial de Baloncesto de 2014 por primera vez desde 1978.
En 2014, participó con la selección en la Copa Mundial de Baloncesto de 2014 en España. En la copa, la selección dominicana avanzó hasta la segundo ronda del evento donde fueron eliminados por la Selección de Eslovenia. En la derrota contra Eslovenia, Feldeine aportó 18 puntos, 8 rebotes, 3 asistencias y 2 robos con un 57,1% de acierto en tiros de campo. En 6 partidos, promedió 9,7 puntos, 4,3 rebotes, 3,0 asistencias y 1,2 robos en 28,0 minutos por partido.